# 絶滅の危機に瀕する種の保存に関する法律
絶滅の危機に瀕する種の保存に関する法律（ぜつめつのききにひんするしゅのほぞんにかんするほうりつ、Endangered Species Act of 1973、ESA）とは、1973年に制定されたアメリカ合衆国の法律（連邦法）である。日本語では、絶滅危惧種法・絶滅危惧種保護法・絶滅危機種法とも表記される。
本法律は、絶滅危惧種の保護や、それらの種が依存している生態系の保全を目的に策定された。対象種の指定の際には「重要生息地」も指定され、それらの種の輸出入や売買などを禁じている。
同趣旨のカナダの法律 "Species at Risk Act"については「絶滅危惧種法」を参照のこと。
同趣旨の日本の法律については絶滅のおそれのある野生動植物の種の保存に関する法律を参照のこと。